# Velódromo de Tachikawa
El Velódromo de Tachikawa (en japonés: 立川競輪場) es un velódromo ubicado en Tachikawa, en la ciudad de Tokio (Japón). Allí se disputan carreras de keirin, uno de los cuatro "Deportes Públicos" (公 営 竞技) del país donde se permiten las apuestas. Su número de identificación Keirin para las apuestas es el 28 #. 
El Óvalo de Tachikawa tiene 400 metros de circunferencia. Una carrera de keirin típica de 2.025 metros consta de cinco vueltas alrededor del campo. Tachikawa es uno de los principales velódromos de carreras profesional keirin, a menudo el anfitrión de su carrera más importante, el Gran Premio de Keirin.